# 伯耆守汎隆
伯耆守藤原汎隆（ほうきのかみひろたか）は、江戸時代の越前国の刀工。越前関の流れを汲む。はじめ伯耆大掾受領。のち伯耆守になる。
作刀数はかなり多く、在銘、無銘を含め作品を目にする機会は多い。越前国の新刀を代表するような刀工である。